# Joan Grau i Roca
Joan Grau i Roca (Vic, Osona, 1959 - Barcelona, Barcelonès, 9 d'agost de 2005) va ser un director de teatre català.
El 1978 va fundar a Vic la companyia "Sèmola Teatre" juntament amb  Fina Solà i Carles Pujols. Inicialment amb el nom de "Circ Sèmola", durant la seva primera etapa van realitzar espectacles a l'aire lliure i en carpes, amb muntatjes de petit circ que aconseguint gran popularitat, tot i que no van transcendir als circuits comercials. A partir del 1988, una de les seves primeres estrenes va ser 'In concert (1988), amb la qual la companyia, fins aleshores amb espectacles de tipus circense, va fer un canvi de trajectòria cap a obres pensades per a teatres convencionals. La trajectòria del grup comprèn Híbrid (1992), Esperanto (1997), ¿Bailamos? (2000) i Cent vint-i-cinc (2003), peces sense text i d'estètica molt innovadora, estructurades al voltant de la capacitat poètica de les imatges plàstiques. El 2004, Sèmola Teatre creà l'espectacle Somnis en unes nits d'estiu per al Fòrum de les Cultures de Barcelona. La companyia actuà en escenaris d'Europa, Amèrica del Sud i Austràlia. L'agost del 2005 Joan Grau va patir un accident de tràfic, que li va causar la mort. Malgrat aquest fet, amb posterioritat, s'estrenà Enlloc com a casa (No a la guerra) al Festival Eclat de la localitat occitana d'Orlhac. L'espectacle, però, ja s'havia preestrenat en ciutats de França i Bèlgica.